# Adriano Cerqueira
Adriano Manuel de Almeida Martins Cerqueira MCC (Braga, 17 de outubro de 1938 – Lisboa, 3 de fevereiro de 2005) foi um jornalista português.

## Biografia
Estudou no Liceu Sá de Miranda, tendo tido durante a juventude o seu primeiro contacto com  a comunicação social nos jornais da região. Aos 18 anos entrou para a Faculdade de Direito da Universidade de Lisboa. Em 1965 foi chamado para cumprir o serviço militar sendo enviado para Angola, onde realizou comissão em plena Guerra Colonial, embarcando em setembro desse ano a bordo do paquete Vera Cruz. Foi agraciado com a Medalha Comemorativa da Campanha Angola.
Ingressou na RTP como assistente de realização. Depois foi jornalista, foi responsável pelo Canal 2 e mais tarde veio a ser Diretor de Programas.
A paixão pelo automobilismo levou-o a participar durante 25 anos nas transmissões televisivas de Fórmula 1 e de outras provas de automobilismo, não só na RTP, mas também nas rádios Emissora Nacional, Rádio Comercial e RFM. Foi diretor do jornal O Volante e da revista Auto Mundo e colaborador da Auto Motor. Também foi membro do júri "Carro do Ano Internacional" e diretor-geral do Salão Internacional do Automóvel em Portugal.
Na década de 1980, como responsável pela RTP 2, ajudou José Eduardo Moniz a triunfar na RTP. Assumiu a direção de programas quando Moniz saiu para fundar a produtora MMM com Manuela Moura Guedes.
Reformou-se em fevereiro de 1996 com 58 anos de idade, 35 dos quais na RTP.
Foi diretor da revista TV Guia e do jornal O Benfica de 2001 a 2005.
Foi pai da ex-atriz e jornalista Sofia Cerqueira.
Após prolongada doença, que não o impediu de dinamizar os seus projetos, morreu de cancro nos pulmões.

## ligações externas
- Adriano Cerqueira. no IMDb.